# Gentry (Missouri)
Gentry – wieś w Stanach Zjednoczonych, w stanie Missouri, w hrabstwie Gentry.